# Sojuz MS-26
Sojuz MS-26 – rosyjski załogowy lot kosmiczny statku kosmicznego Sojuz, który wystartował z kosmodromu Bajkonur 11 września 2024 roku i przetransportował trzyosobową załogę na pokład Międzynarodowej Stacji Kosmicznej.

## Załoga
| Pozycja       | Astronauta                                                              |
| ------------- | ----------------------------------------------------------------------- |
| Dowódca       | Aleksiej Owczinin, Roskosmos - Ekspedycja 71/72 - Czwarty lot kosmiczny |
| Inżynier lotu | Iwan Wagner, Roskosmos - Ekspedycja 71/72 - Drugi lot kosmiczny         |
| Inżynier lotu | Donald Pettit, NASA - Ekspedycja 71/72 - Czwarty lot kosmiczny          |

| Pozycja       | Astronauta                  |
| ------------- | --------------------------- |
| Dowódca       | Siergiej Ryżykow, Roskosmos |
| Inżynier lotu | Siergiej Mikajew, Roskosmos |
| Inżynier lotu | Kiriłł Pieskow, Roskosmos   |